# Victoria Anderson
Victoria Anderson, conocida como Vicki Anderson o Vicki Biviano, es una neuropsiquiatra pediátrica e investigadora australiana.

## Trayectoria
Anderson nació en Melbourne, Australia, hija de John Anderson y de Sylvia Biviano. Completó su educación secundaria en el Sacred Heart College de Geelong antes de obtener una licenciatura,  una maestría en neurospicología clínica y un doctorado en la Universidad de Melbourne.
Anderson es miembro de la NHMRC Senior Practitioner Fellow, de la Academy of Social Sciences Australia, de la Australian Psychological Society y de la Australian Society for the Study of Brain Impairment.  Ha sido miembro de la Comisión Directiva de la Sociedad Internacional de Neuropsicología (International Neuropsychological Society), y  Presidenta de la Sociedad Australiana para el Estudio de la Deficiencia Cerebral.
En 2002 fue designada Directora de Psicología en el Royal Children's Hospital. En 2005 fue designada Directora Temática de Investigación en Cuidados Críticos y Neurociencias en el Murdoch Childrens Research Institute. 
Trabaja en el Departamento de Psicología en The Royal Children’s Hospital, Melbourne.
Es profesora catedrática de Psychological Sciences del Departamento de Pediatría en la Universidad de Melbourne.

## Investigaciones
Las investigaciones de Anderson se centran en mejorar la comprensión de las lesiones cerebrales adquiridas en la infancia (por ejemplo, lesiones cerebrales traumáticas, accidentes cerebrovasculares, conmociones cerebrales), enfermedades crónicas (por ejemplo, fibrosis quística, cáncer, fatiga crónica) y trastornos del desarrollo neurológico (por ejemplo, TDAH, trastornos del aprendizaje). Muchas de sus investigaciones son sobre las funciones ejecutivas.
Según la doctora Anderson, la lesión cerebral traumática es la principal causa de muerte y discapacidad adquirida en niños de países de altos ingresos, como Australia o Canadá, y las principales causas de lesiones cerebrales traumáticas en niños son las caídas, los accidentes de coche, el deporte y el maltrato infantil. dado que los niveles de tau caen naturalmente en niños sanos a medida que envejecen, pero la tau aumenta inmediatamente después de una lesión cerebral traumática, en sus estudios apunta a medir los niveles de la proteína tau para identificar qué niños con lesiones cerebrales se recuperarán bien y cuáles tendrán  mayor riesgo y requerirán tratamientos de rehabilitación y apoyo continuo en la escuela.
Anderson es editora asociada del Journal of Neuropsychology (British Psychological Society) y del Neuropsychology (American Psychological Association) y editora consultora en varias revistas internacionales de neuropsicología. Ella ha publicado más de 450 artículos en revistas revisadas por pares y varios libros.

### Libros
- Developmental neuropsychology: a clinical approach.[20]
- Executive functions and the frontal lobes: a lifespan perspective.[21]
- Pediatric traumatic brain injury.[22]
- New frontiers in pediatric traumatic brain injury: an evidence base for clinical practice.[23]
- Developmental social neuroscience and childhood brain insult: theory and practice.[24]

## Premios y reconocimientos
- 2007: Academia de Ciencias Sociales de Australia
- 2013: Sociedad Australiana de Psicología
- 2014: Academia Australiana de Ciencias Médicas y de la Salud
- 2014: Sociedad Australiana para el Estudio de la Deficiencia Cerebral